# Juan Gallardo (actor)
Raymundo Serafín Arroyo Batzaveth (Ixcapuzalco, Guerrero, 15 de marzo de 1940 - Ciudad de México, 24 de septiembre de 1999), conocido con el nombre artístico de Juan Gallardo, fue un cantante y actor mexicano.

## Semblanza biográfica
Fue hijo de padres libaneses. Durante su juventud vivió en Estados Unidos donde trabajó como mesero y cantante. Al regresar a México trabajó como taxista y mecánico sin abandonar su actividad como cantante de música vernácula en serenatas y fiestas tradicionales.
Como cantante de música mexicana realizó giras en Colombia, Costa Rica, Perú y Brasil. Estudió actuación en la academia de Andrés Soler. En 1964 hizo su debut con Lola Beltrán en la cinta Cucurrucucú paloma.  Durante su carrera como actor compartió créditos con Jacqueline Andere, Jorge Lavat, Rosa Gloria Chagoyán, Sasha Montenegro, Julio Alemán, Valentín Trujillo, Irma Serrano, Jorge Rivero, Andrés García, Sergio Goyri, Mauricio Garcés, Fanny Cano y Tere Velázquez entre otros.  En 1983 dirigió El ahorcado y en 1991 escribió el argumento de El siila de ruedas.  Participó en la industria de la telenovela.  Murió de cáncer de garganta en la Ciudad de México el 24 de septiembre de 1999.

## Filmografía representativa

### Cine
| - Cucurrucucú paloma (1964) - Aquella Rosita Alvírez (1965) - Valentín de la Sierra (1968) - Arriba las manos texano (1969) - Emiliano Zapata (1970) - La hermana Trinquete (1970) - Flor de durazno (1970) - Yesenia (1971) - Jesús, nuestro Señor (1971) - El médico módico (1971) - Capulina contra los vampiros (1971) | - La mula de Cullen Baker (1971) - Las momias de Guanajuato (1972) - Jesús, María y José (1972) - El tigre de Santa Julia (1973) - El Santo contra los asesinos de otros mundos (1973) - Los galleros de Jalisco (1974) - Las sobrinas del diablo (1983) - Bohemios de afición (1984) | - Reyes del palenque (1984) - La pintada (1986) - Sabor a mí (1988) - Me llaman violencia (1989) - Con el fuego en la sangre (1990) - Muerte en los cañaverales (1992) - Los temerarios (1993) - Señalado para morir (1995) - Rumores de muerte (1996) - El Cuervo (1998) - Insaciable venganza (1999) |

### Telenovelas
- Encadenados (1969)
- Al norte del corazón (1997)
- Señora (1998)